# ليتوانيا في الألعاب الأولمبية الصيفية 2016
نافست ليتوانيا في دورة الألعاب الأولمبية الصيفية 2016 في ريو دي جانيرو، البرازيل، من 05-21 أغسطس 2016. وكان هذا الظهور السابع على التوالي في البلاد في دورة الألعاب في فترة ما بعد انهيار الاتحاد السوفيتي والظهور التاسع في تاريخ الألعاب الأولمبية الصيفية.